# Patañjali
Patañjali (Tamilă: பதஞ்ஜலி, Sanskrită: पतञ्जलि) a fost compilatorul tratatului Yoga Sutra, o colecție importantă de aforisme referitoare la practica Yoga. El a fost recunoscut și ca autor al comentariului referitor la gramatica sanscrită a lui Panini, numit Mahabhashya, și al unei lucrări cu conținut medical. 
Deși nu se știe mai nimic despre viața lui, locul nașterii lui Patañjali este considerat a fi Gonarda (templul Koneswaram), el însuși descriindu-se ca "Gonardiya" de-a lungul vieții sale. Tratatul Yoga Sutra a devenit popular în lume datorită preceptelor referitoare la practicarea de Raja yoga și la baza filozofică a acestei practici. În tradiția hindusă, yoga presupune contemplarea interioară, un sistem al meditației și al eticii. 

## Scrieri
Deși lui Patañjali i s-au atribuit cele două lucrări, Yoga Sutra și Mahabhashya, au existat numeroase dezbateri privind veridicitatea acestei teorii. Cele două tratate au fost atribuite pentru prima oară aceluiași autor în Rajamartanda a lui Bhojadeva, un comentariu din secolul al X-lea referitor la Yoga Sutra, precum și în alte lucrări ulterioare. Această legendă este considerată de cercetători îndoielnică, întrucât stilurile literare și conținuturile tratatelor Yoga Sutra și Mahabhashya sunt complet diferite, iar singura lucrare medicală atribuită lui Patañjali s-a pierdut.  Alte argumente se referă la faptul că nu există deloc trimiteri între textele celor două tratate și niciun indiciu care să arate vreo legătură între ele, spre deosebire de cazul lucrărilor autorilor indieni mai târzii. 
În afară de Yoga Sutra și Mahabhashya, două surse îi mai atribuie lui Patañjali o revizuire a lucrării medicale Carakasaṃhitā (scrisă de Caraka):  Cakrapāṇidatta, care a realizat în secolul al XI-lea un comentariu referitor la Charaka, și textul Patanjalicarita, din secolul al XVI-lea. Deși există un tratat scurt referitor la practica yoga în lucrarea Carakasaṃhitā, este de notat faptul că acesta nu se aseamănă deloc cu Yoga Sutra, prezentând o metodă de a practica total diferită de cea a lui Patañjali.

### Yoga Sutra
Tradiția Yoga este străveche, existând referințe în Mahābhārata și fiind identificate trei tipuri de yoga în Gita. Sutrele Yoga reprezintă selecția celor mai bune (raja) practici yoga, prezentându-le ca un sistem împărțit în opt părți (ashtanga). Tradiția filozofică este asociată cu școala Sankhya. Cea de-a doua sutră definește yoga - încetarea tuturor fluctuațiilor mentale, tuturor gândurilor rătăcitoare și fixarea minții într-un singur punct. Prin contrast cu accentul pus pe fixarea minții în Sutrele Yoga, tradițiile mai târzii, precum Hatha Yoga, se axează pe posturile corpului. 
Deși numeroase părți din Yoga Sutra datează probabil dinaintea lui Patañjali, o mare parte din lucrare este originală și este mai mult decât o simplă compilație. Unitatea pe care le-a oferit-o Patañjali ideilor divergente de până atunci a inspirat numeroși învățători și practicanți până în ziua de azi, printre care și B.K.S. Iyengar.

## Cărți în limba română
- Patañjali, Yoga Sutra, traducere: Sorin Voinea, Editura RAM, București, 2006, 238 p., ISBN: 978-973-7726-12-x
- Patañjali, Yoga Sutra, traducere: Walter Fotescu, Editura Herald, Colecția Princeps, București, 2012, 224 p., ISBN: 978-973-111-339-5